# Mesjenet
Mesjenet, en la mitología egipcia, era la diosa relacionada con la maternidad, protectora en el parto y la infancia; también era quien había trazado los cimientos del universo.

Mesjenet.

## Iconografía
Mujer con dos vegetales largos curvados, o ladrillo con cabeza humana; también como vaca con el uraeus. Su símbolo era un útero de novilla.

## Mitología
Era la esposa de Herishef. 
Diseñó los cimientos del universo y la colina primigenia sobre la que se construyó el mundo; también los cimientos de los edificios sagrados. 
Era patrona de las madres, pues creaba el Ka del niño en el vientre de ellas, determinando su destino. En la Sala de las Dos Verdades acompañaba al difunto, narrando su vida ante los dioses, en el Juicio de Osiris.

## Culto
Fue venerada principalmente en Menfis y Heracleópolis Magna, en la forma de Isis.

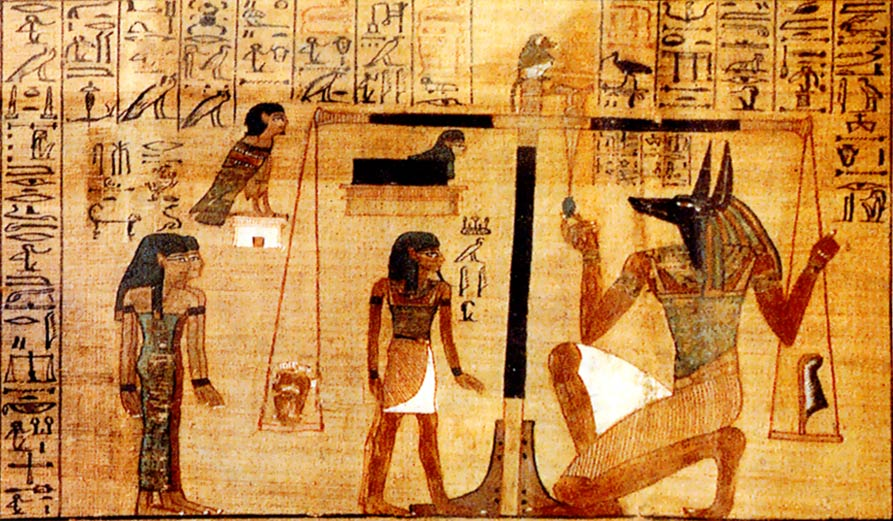
Imagen del Libro de los Muertos: Mesjenet representada como ladrillo con cabeza humana (al centro, arriba).

| F31 | s | Aa1 · n | t · pr | B1 |

| F31 | s | Aa1 · n | t · pr | B1 |